# コンティニュイング・ケア・リタイアメント・コミュニティ
コンティニュイング・ケア・リタイアメントコミュニティ（英: Continuing care retirement community）は、アメリカ合衆国で1960年代から開発・分譲されてきた各種の高齢者住宅施設を集約した施設コミュニティ。略称はCCRC。

## 概要
アメリカ合衆国には自立した高齢者を入居対象者とするインディペンデント・リビング（independent living、IL）、日常生活での簡単な介護を要する高齢者を入居対象者とするアシスティッド・リビング（assisted living、AL）、重度の介護を要する高齢者を入居対象者とするナーシングホーム（nursing home、NH）などの高齢者住宅施設があるが、CCRCは広大な敷地内にこれらの複数の施設を集約し、入居者は年齢・健康状況等に応じて同一の敷地内でそれぞれのサービスを享受することができるようにした居住地である。
特に民間企業の参入などにより、銀行、図書館、映画館、美容室、カフェ、ゴルフ場やプールなどを併設している施設もあり、CCRCにはリゾートホテルのような施設もある。
AAHS（The American Association of Home and Service for the Aging）の推計によると、2007年にはアメリカ全土に2,240ヵ所あり、約725,000人が利用している。

## 課題
CCRCは入居費用が一般に高額で、入居時の資産調査が厳しい。また、施設内ですべてこと足りてしまい、高齢者だけが暮らす地域となり、周辺地域とのつながりが断絶されやすく活気がないとの指摘がある。

## 日本版CCRC
日本でも日本版CCRC構想有識者会議が設置され、日本版CCRC構想（素案）が示されている。